# Castianeira patellaris
Castianeira patellaris är en spindelart som beskrevs av Cândido Firmino de Mello-Leitão 1943. 
Castianeira patellaris ingår i släktet Castianeira och familjen flinkspindlar. Inga underarter finns listade.